# Александровский сельский совет (Бурынский район)
Александровский сельский совет (укр. Олександрівська сільська рада) — входит в состав
Бурынского района
Сумской области
Украины.
Административный центр сельского совета находится в 
с. Александровка
.

## Населённые пункты совета
- с. Александровка

## Ликвидированные населённые пункты совета
- с. Петуховка